# Pagamea magniflora
Pagamea magniflora är en måreväxtart som beskrevs av Julian Alfred Steyermark. Pagamea magniflora ingår i släktet Pagamea och familjen måreväxter. Inga underarter finns listade i Catalogue of Life.